# Clock DVA
Clock DVA ist eine britische Band aus Sheffield, England, deren Name sich aus Anthony Burgess’ A Clockwork Orange sowie dem Zahlwort für „zwei“ („dva“) in den meisten slawischen Sprachen herleitet. Im Covertext des Albums Buried Dreams bezieht die Band das DVA auf das hebräische Wort avd (od) für die magische Zahl 11 in der Kabbalistik.

## Bandgeschichte
Die Band Clock DVA wurde 1978 von Adi Newton und Steven Turner gegründet, nachdem Adi Newton zuvor schon mit Martyn Ware (später The Human League und Heaven 17) in der Band The Future, sowie mit Mitgliedern von Cabaret Voltaire und Genesis P-Orridge (später Throbbing Gristle und Psychic TV) gespielt hatte.
Nach zwei selbst produzierten Kassetten (Fragment und Deep Floor) erschien mit der dritten Kassette White Souls In Black Suits auf Throbbing Gristles Label Industrial Records die erste kommerzielle Veröffentlichung von Clock DVA, welche noch stark von teilweise jazzigen Improvisationen, aber auch schon von Adi Newtons prägnanter Stimme geprägt war.
Im Anschluss an diese beiden Frühwerke erschien das erste reguläre Album Thirst, das sich weit oben in den britischen Independent-Charts platzieren konnte und sich bis heute fast 100.000 mal verkaufte.
Nach diesem Achtungserfolg unterzeichnete die Band einen hoch dotierten Vertrag bei Polydor und veröffentlichte 1982 das Album Advantage; allerdings ohne Steven Turner, der die Band mittlerweile verlassen hatte, dafür mit Paul Browse und Dean Dennis. Nach der Welttournee zu diesem Album kam es zur zwischenzeitlichen Auflösung der Band, da ausgerechnet Adi Newton die Band verließ und zusammen mit Robert Baker das Projekt The Anti Group ins Leben rief, um seine Visionen von experimenteller Musik zu verwirklichen. Erst 1987 versöhnte er sich mit Dennis und Browse und startete Clock DVA neu.
Der Stil von Clock DVA änderte sich nun deutlich. Das 1989 erschienene Album Buried Dreams war rein elektronisch erzeugt, weniger experimentell und spiegelte Newtons Interesse für digitale Technologien wider. Auf diesem Album werden viele (Klang- wie Sprach-)Samples aus Filmen wie THX 1138, RoboCop oder Das Ding aus einer anderen Welt verwendet und verstärken die düstere Atmosphäre der Songs. Themen wie digitaler Terrorismus (The Hacker) und repetitive Songstrukturen legen eine Beeinflussung durch die deutsche Band Kraftwerk – vor allem mit ihren Alben Die Mensch-Maschine und Computerwelt – nahe.
Kurz nach der Veröffentlichung von Buried Dreams verließ Paul Browse die Band und gründete mit Johnny Klimek das Techno-Ambient Project Effective Force. Ersetzt wurde er von Robert Baker, der auch bis zum vorläufigen Schluss dabei blieb.
Das '92er Album Man-Amplified war das erste Konzeptalbum von Clock DVA und schließt thematisch an die Single The Hacker an. Der Stil von Buried Dreams wurde fortgeführt und verfeinert und repräsentiert auch musikalisch die hart-kühle digitale Ästhetik. Zusätzlich zur Musik gibt es für jeden Song des Albums im Booklet der CD ein von Adi Newton verfasstes Essay zur jeweiligen Thematik. Bei der anschließenden Tour präsentierten sich Clock DVA auch optisch analog zu Kraftwerk, da die statische Bühnenshow durch Projektionen von computeranimierten Videos untermalt wurde.
Das noch im selben Jahr erschienene Album Digital Soundtracks ist deutlich ambient- oder trancelastiger als Man-Amplified und stellt eine Sammlung von fiktiven, gesanglosen Filmmusiken dar. Laut dem Begleittext geht es auf Arbeiten während der Aufnahmen zu Buried Dreams zurück. Die Textbeilage des Albums beruft sich auf den Schweizer Arzt Hans Jenny, den Schriftsteller Stéphane Mallarmé sowie die Beeinflussung des menschlichen Gehirns durch Mindmachines.
Während der Aufnahmen zu dem 1993er-Album Sign verließ Dean Dennis die Band; Adi Newton und Paul Baker vollendeten das bislang letzte reguläre Clock DVA-Album als Duo. Dieses Album dreht sich um außerirdische Intelligenzen und ist stilistisch wieder näher an Buried Dreams, weniger kühl und deutlich eingängiger.
1994 erschien mit der Retrospektive und Mixcompilation der Jahre 1989–1993 Collective das für lange Zeit letzte Album.
Am 10. Juni 2011 traten Clock DVA in Leipzig beim Wave-Gotik-Treffen zum ersten Mal seit 1994 wieder auf.
Im Sommer 2013 erschien mit Post-Sign (welches bisher unveröffentlichte und unvollendete Instrumentalstücke enthält) ein Nachfolger zu Sign; neueres Material sollte später 2013 als limitierte USB-Stick-Edition veröffentlicht werden; die USB-Mediacard erschien letztendlich im Sommer 2014 im Direktvertrieb und beinhaltete neben drei neuen Stücken die zugehörigen Videos, ein PDF-Booklet und Remixe von Frank Bretschneider, Uwe Schmidt und Robin Rimbaud.

## Diskografie
- 1978: Lomticks of Time
- 1978: 2nd
- 1979: Deep Floor
- 1979: Fragment (Dvation)
- 1980: White Souls In Black Suits (Industrial Records)
- 1980: Thirst (Fetish Records)
- 1982: Advantage (Polydor)
- 1989: Buried Dreams (Interfisch Records)
- 1990: Transitional Voices (Livealbum, Interfisch Records)
- 1991: Man-Amplified (Contempo Records)
- 1992: Digital Soundtracks (Contempo Records)
- 1993: Sign (Contempo Records)
- 1994: Collective (Kompilationsalbum, Hyperium Records)
- 2012: Horology (Vinyl-on-Demand)
- 2013: Post-Sign (Anterior Research Media Comm)
- 2014: Clock 2 (Anterior Research Media Comm)
- 2023: Noesis (Armcomm Europe)